# Denali Borough, Alaska
Denali Borough (în engleză Denali Borough) este un borough (echivalent al unui comitat) din statul Alaska, Statele Unite ale Americii, cu o populație de 916.829 de locuitori.